# 万格罗
万格罗（法語：Vingrau，法語發音：[vɛ̃ɡʁo] ⓘ）是法国东比利牛斯省的一个市镇，属于佩皮尼昂区。

## 地理
万格罗（42°50'53"N, 2°46'42"E）面积32.12 平方千米，位于法国奧克西塔尼大區东比利牛斯省，该省份为法国大陆部分最南部的省份，涵盖了北加泰罗尼亚，北起奥德省，西接阿列日省和安道尔，南与西班牙接壤，东临地中海。
与万格罗接壤的市镇（或旧市镇、城区）包括：帕济奥勒、蒂尚、萨尔斯堡、阿格利河畔埃斯皮拉、托塔韦勒、奥普勒-佩里约斯。

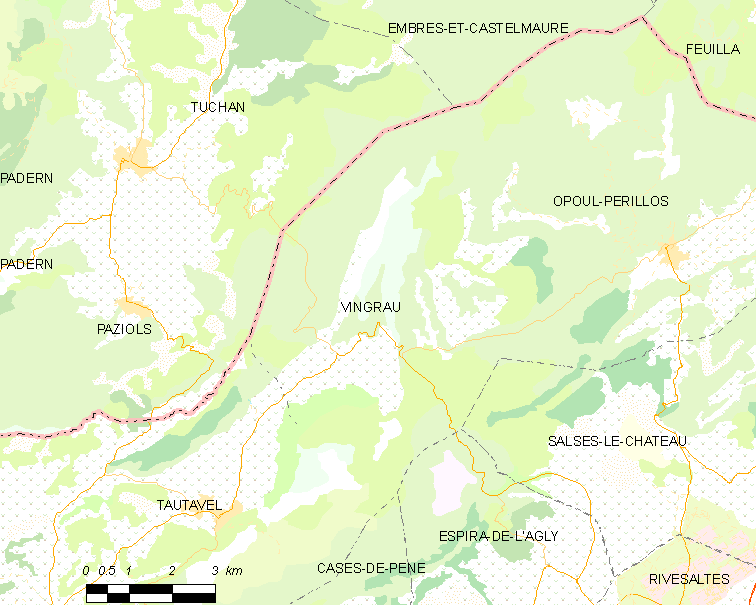
万格罗的OSM定位图

万格罗的时区为UTC+01:00、UTC+02:00（夏令时）。

## 行政
万格罗的邮政编码为66600，INSEE市镇编码为66231。

## 政治
万格罗所属的省级选区为阿格利河谷县。

## 人口

1962-2008年间万格罗人口变化图示

万格罗于2022年1月1日时的人口数量为541人。